# Rudy Barrientos
Rudy Ronaldo Barrientos Reyes (ur. 1 marca 1999 w Morales) – gwatemalski piłkarz występujący na pozycji defensywnego pomocnika, reprezentant Gwatemali, od 2019 roku zawodnik Municipalu.

## Kariera klubowa
Barrientos pochodzi z miasta Morales w departamencie Izabal. Występował w juniorach tamtejszego klubu CD Heredia. W wieku 13 lat, po ukończeniu szkoły podstawowej, wyjechał do miasta Zacapa, by tam kontynuować swoją edukację. Zdał tam maturę ze specjalizacją wychowania fizycznego, a równocześnie występował w czwartoligowym zespole Estanzuela Sonican i drugoligowym Deportivo Zacapa. 
Za sprawą udanych występów Barrientos został zaproszony przez pierwszoligowy Deportivo Guastatoya na obóz przygotowawczy, po którym przeniósł się do tego klubu. W gwatemalskiej Liga Nacional zadebiutował 26 lutego 2017 w zremisowanym 0:0 meczu z Malacateco, a pierwszego gola strzelił 3 października 2018 w wygranym 4:0 meczu z Iztapą. Równolegle do gry w lidze gwatemalskiej ukończył kurs zarządzania sportem w Chiquimuli. W drużynie Guastatoyi rywalizował o miejsce w składzie między innymi z José Márquezem i Jorge Gatgensem. Wywalczył z nią dwa z rzędu (i pierwsze w historii klubu) mistrzostwa Gwatemali (Clausura 2018, Apertura 2018) oraz wicemistrzostwo Gwatemali (Clausura 2017).
W czerwcu 2019 Barrientos został zawodnikiem krajowego potentata CSD Municipal. Guastatoya zaskarżyła transfer do FEDEFUT, wnosząc, że stołeczny klub nie zapłacił za niego ekwiwalentu za wyszkolenie. Z Municipalem zdobył mistrzostwo Gwatemali (Apertura 2019) oraz wicemistrzostwo Gwatemali (Apertura 2020).

## Kariera reprezentacyjna
W październiku 2018 Barrientos został powołany przez Davida Gardinera do reprezentacji Gwatemali U-20 na Mistrzostwa CONCACAF U-20. Tam rozegrał wszystkie cztery mecze w wyjściowym składzie i strzelił trzy gole – w meczach z Gujaną (4:0), Salwadorem (1:2) oraz Kajmanami (2:2). Jego drużyna odpadła z turnieju już w fazie grupowej.
W czerwcu 2019 Barrientos w barwach reprezentacji Gwatemali U-23 wziął udział w Turnieju w Tulonie. Wystąpił wówczas we wszystkich trzech meczach i zdobył bramkę z rzutu karnego w spotkaniu z Katarem (2:0), pierwszego w historii występów Gwatemali w tych rozgrywkach. Podopieczni Éricka Gonzáleza zakończyli swój udział w turnieju na fazie grupowej.
W seniorskiej reprezentacji Gwatemali Barrientos zadebiutował za kadencji selekcjonera Amariniego Villatoro, 21 listopada 2019 w wygranym 8:0 meczu towarzyskim z Antiguą i Barbudą. Strzelił w nim również gola.